# I Believe – Songs of All Faiths Sung by Perry Como
I Believe – Songs of All Faiths Sung by Perry Como – szósty album studyjny amerykańskiego piosenkarza Perry’ego Como wydany w 1953 roku przez wytwórnię RCA Victor. Zawierał utwory o tematyce religijnej takie jak: „Nearer, My God, To Thee”, „Goodnight, Sweet Jesus” czy „Onward, Christian Soldiers”. Wyprodukowany przez Charlesa Greana, został nagrany na czterech sesjach między 24 września a 23 listopada 1953 roku. Był to trzeci album Como wydany na 10-calowej płycie długogrającej LP. Następne jego albumy były wydawane również na płytach LP jednak już 12-calowych.

## Lista utworów

### Strona pierwsza
1. „I Believe”
2. „Onward Christian Soldiers”
3. „Goodnight Sweet Jesus”
4. „Act of Contrition”

### Strona druga
1. „Eli, Eli”
2. „Kol Nidrei”
3. „Nearer My God To Thee”
4. „Abide With Me”